# پنی جانسون جرالد
پنی جانسون جرالد (به انگلیسی: Penny Johnson Jerald) (زاده ۱۴ مارس ۱۹۶۱) بازیگر آمریکایی است.
- حملات ۱۱ سپتامبر
- فریزر (مجموعه تلویزیونی)
- پرونده‌های اکس
- ۲۴ (مجموعه تلویزیونی)